# Ланобр
Лано́бр (фр. и окс. Lanobre) — коммуна во Франции, находится в регионе Овернь. Департамент — Канталь. Входит в состав кантона Шан-сюр-Тарантен-Маршаль. Округ коммуны — Морьяк.
Код INSEE коммуны — 15092.
Коммуна расположена приблизительно в 380 км к югу от Парижа, в 60 км юго-западнее Клермон-Феррана, в 60 км к северу от Орийака.

## Население
Население коммуны на 2008 год составляло 1379 человек.
| 1962 | 1968 | 1975 | 1982 | 1990 | 1999 | 2008 |
| ---- | ---- | ---- | ---- | ---- | ---- | ---- |
| 1486 | 1418 | 1468 | 1435 | 1473 | 1416 | 1379 |

## Экономика
В 2007 году среди 870 человек в трудоспособном возрасте (15—64 лет) 624 были экономически активными, 246 — неактивными (показатель активности — 71,7 %, в 1999 году было 70,0 %). Из 624 активных работали 578 человек (326 мужчин и 252 женщины), безработных было 46 (21 мужчина и 25 женщин). Среди 246 неактивных 59 человек были учениками или студентами, 110 — пенсионерами, 77 были неактивными по другим причинам.

## Достопримечательности
- Церковь Нотр-Дам (XII век). Памятник истории с 1963 года[3]
- Замок Шато-де-Валь — средневековый каменный замок
- Плотина Бор-лез-Орг[фр.]

## Фотогалерея
- Карта коммуны